# هارولد موراي
هارولد جيمس موراي روثفن (H. J. R. Murray) (24 جوان 1868 - 16 ماي 1955) عالم تربوي ومفتش مدارس ومؤرخ شطرنج مشهور وكان أول من نشر نظرية أن الشطرنج من أصول هندية.

## حياته
ولد موراي في بيكهام بلندن وهو أكبر إحدى عشر طفلا وابن السير جيمس موراي أول محرر لقاموس أكسفورد الإنجليزي، در س في مدرسة ميل هيل وفي وقت فراغه كان يساعد والده في تأليف أول طبعة من قاموس أكسفورد، وحين أتم دراسته واستعد للمغادرة غلى الجامعة كان مسؤولا على ما يربو عن 27 ألف اقتباس نشر في القاموس.
ظفر بمكان في كلية باليول، أوكسفورد سنة 1890 وتخرج بدرجة أولى في الرياضيات وأصبح أستاذا مساعدا في كلية كويين بتانتون اين تعلم لعب الشطرنجن ولاحقا أصبح أستاذا مساعدا في كلية النحو بكارليسل وفي 1896 أصبح مدير مدرسة أورمسكيرك للنحو في لانكشر، وفي 1897 تزوج الآنسة كايت مايتلند كروسثوايت. في 1901 تم تعينه مفتشا للمدراس وفي سنة 1928 أصبح عضوا في مجلس التعليم.
كان موراي نصيرا وبلا لمستخدمي اليد اليسرى ودافع عنهم ضد محاولات المدارس في جعلهم يستخدمون يدهم اليمنى.

## كتبه
من أشهر مؤلفاته:
- A History of Chess (London: Oxford University Press, 1913)

وهو كتاب مؤلف من 900 صفحة استغرق فيه 14 سنة من البحث باستخدام مراجع ودلائل أصلية من أفضل المكتبات بمساعدة مترجمين متخصصين، وذلك للتحقق من صحة أعمال سابقيه في تأريخ الشطرنج أمثال: توماس هايد (1636-1703)، جونز فوربز، أنتونيوس فان دير ليند (1833-1897)، تاسيلو فون دير لازا (1818-1899) وآخرين.
ولديه كذلك كتابان:
- A History of Board Games other than Chess. (1952)
- A Short History of Chess (1963, posthumously)

نسخة مصغرة من كتابه الأول لغير الباحثين.